# Čchen Čchang-chao
Čchen Čchang-chao (čínsky pchin-jinem Chén Chānghào, znaky zjednodušené 陈昌浩, tradiční 陳昌浩; 18. září 1906 – 30. července 1967) byl čínský komunistický revolucionář, ve 30. letech jeden z představitelů Komunistické strany Číny, v letech 1931–1937 politický komisař 4. frontu a Západní pochodové armády čínské Rudé armády. Roku 1935 krátce působil jako člen jejího ústředního výboru a politbyra. 

## Život
Čchen Čchang-chao se narodil roku 1906 ve městě Chan-jang v provincii Chu-pej. Získal kvalitní středoškolské vzdělání a roku 1926 byl přijat na Středočínskou univerzitu, následujícího roku přestoupil na Wuchanskou univerzitu. Téhož roku vstoupil do Komunistického svazu mládeže Číny. Po bílém teroru ve druhé polovině roku 1927 byl vybrán ke studiu na Sunjatsenově univerzitě v Moskvě, kam odjel koncem roku 1927. Během moskevských studií patřil ke skupině takzvaných osmadvaceti bolševiků vystupujících v tehdejších diskuzích a sporech ohledně trockismu na straně vedení univerzity.
Na podzim 1930 se vrátil do Číny, do Šanghaje, téhož roku vstoupil do Komunistické strany Číny. V dubnu 1931 byl společně s členem politbyra Čang Kuo-tchaem a přítelem z Moskvy Šen Ce-minem vedením strany poslán do sovětské oblasti E-Jü-Wan na pomezí provincií Chu-pej, Che-nan a An-chuej. Do oblasti přišli jako představitelé ústředního výboru a převzali její vedení, přičemž Čang měl celkové řízení, Šen Ce-min se staral o organizaci strany a zázemí a Čcheng Čchang-chao převzal zprvu vedení svazu mládeže a pak vojenské záležitosti, když se od listopadu 1931 stal komisařem vojenských jednotek oblasti (4. frontu, velitel Sü Siang-čchien). Nové vedení region stabilizovalo a dalo mu pevnější organizaci, ovšem za cenu likvidace většiny dosavadních funkcionářů, přičemž počet obětí čistek dosáhl nejméně dvou a půl tisíc. 
V první polovině roku 1932 4. front úspěšně odrazil útok kuomintangských armád během třetí obkličovací kampaně. Pod tlakem čtvrté obkličovací kampaně ale v říjnu 1932  4. front v čele s Čang Kuo-tchaem, Čchen Čchang-chaem a Sü Siang-čchienem ustoupil z  oblasti E-Jü-Wan na západ. 
Po dlouhém pochodu 4. front došel v listopadu 1932, značně oslabený, až na severovýchod provincie S’-čchuan. Tam založil novou sovětskou oblast s centry v Tchung-ťiangu a Kchu-čchao-pa. V druhé polovině roku 1933 a začátkem roku následujícího komunisté v severovýchodním S’-čchuanu kontrolovali území s cca 9 miliony obyvatel. V dubnu–srpnu 1934 odolali dalším útokům sečuánských militaristů, ale od začátku roku 1935 ustupovali tlaku nepřátel a sovětská oblast se zmenšovala. Nakonec se v dubnu 1935 4. front přesunul se do západního S’-čchuanu, kde se v červnu 1935 setkal se zbytky 1. frontu, od října 1934 ustupujícího z Ťiang-si. Se spojením obou komunistických vojsk se spojilo i jejich politické vedení, přičemž v zájmu vyvážení sil (Čang Kuo-tchao byl jediný člen politbyra a ústředního výboru ve 4. frontu) politbyro v srpnu 1935 rozšířilo ústřední výbor o šest představitelů 4. frontu, přičemž Sü Siang-čchien, Čcheng Čchang-chao a Čou Čchun-čchüan se stali členy, Che Wej, Li Sien-nien a Fu Čung kandidáty ÚV; Čchen Čchang-chao a Čou Čchun-čchüan byli současně přijati i do politbyra. Kvůli sporům o směr dalšího pochodu došlo v září 1935 k roztržce, kdy se komunistické síly rozdělily. Čchen Čchang-chao a Čou Čchun-čchüan pak již více v politbyru nepracovali. Po roztržce se 4. front pod vedením Čang Kuo-tchaa, Ču Teho, Liou Po-čchenga, Sü Siang-čchiena, Čcheng Čchang-chaa a dalších zamířil jihovýchodním směrem a zaútočil na planiny západně od Čcheng-tu. Byl odražen a utrpěl nemalé ztráty, poté se stáhl do tibetského pohraničí s centrem v Kardze, kde v listopadu 1935 – červenci 1936 přezimoval. V červnu 1936 do Kardze dorazil 2. front Che Lunga a Žen Pi-š’ho, po měsíčním odpočinku oba fronty vyrazily na sever k 1. frontu, kam dorazili v září 1936. Velká část 4. frontu se poté přeplavila přes Žlutou řeku a jako Západní pochodová armáda (velitel Sü Siang-čchien, komisař Čchen Čchang-chao) se v listopadu 1936 až březnu 1937 probíjela kansuským koridorem na západ, ve snaze o vytvoření spojení do Sin-ťiangu a Sovětského svazu, v bojích však byla zničena. Zachránilo se pouze několik set mužů včetně Čchen Čchang-chaa a Sü Siang-čchiena.
Po návratu do pohraniční oblasti Šen-si-Kan-su-Ning-sia se Čchen Čchang-chao stal lektorem na ústřední stranické škole a na Protijaponské vojenské a politické univerzitě. V srpnu 1939 byl poslán do Sovětského svazu na léčení. V roce 1941 se zúčastnil bitvy o Moskvu a podílel se na obnově města. V letech 1943–1952 pracoval jako překladatel a redaktor čínského vydání Leninových sebraných spisů a Rusko-čínského slovníku, nepostradatelného pro čínského studenty učící se ruštině.
V roce 1952 se Čchen Čchang-cha vrátil do Čínské lidové republiky a byl jmenován proděkanem Ústředního institutu marxismu-leninismu. V roce 1953 se stal zástupcem ředitele překladatelského úřadu při ústředním výboru KS Číny. Během kulturní revoluce byl perzekvován, v červenci 1967 proto spáchal sebevraždu jedem. V srpnu 1980 byl plně politicky rehabilitován.